# Łażany

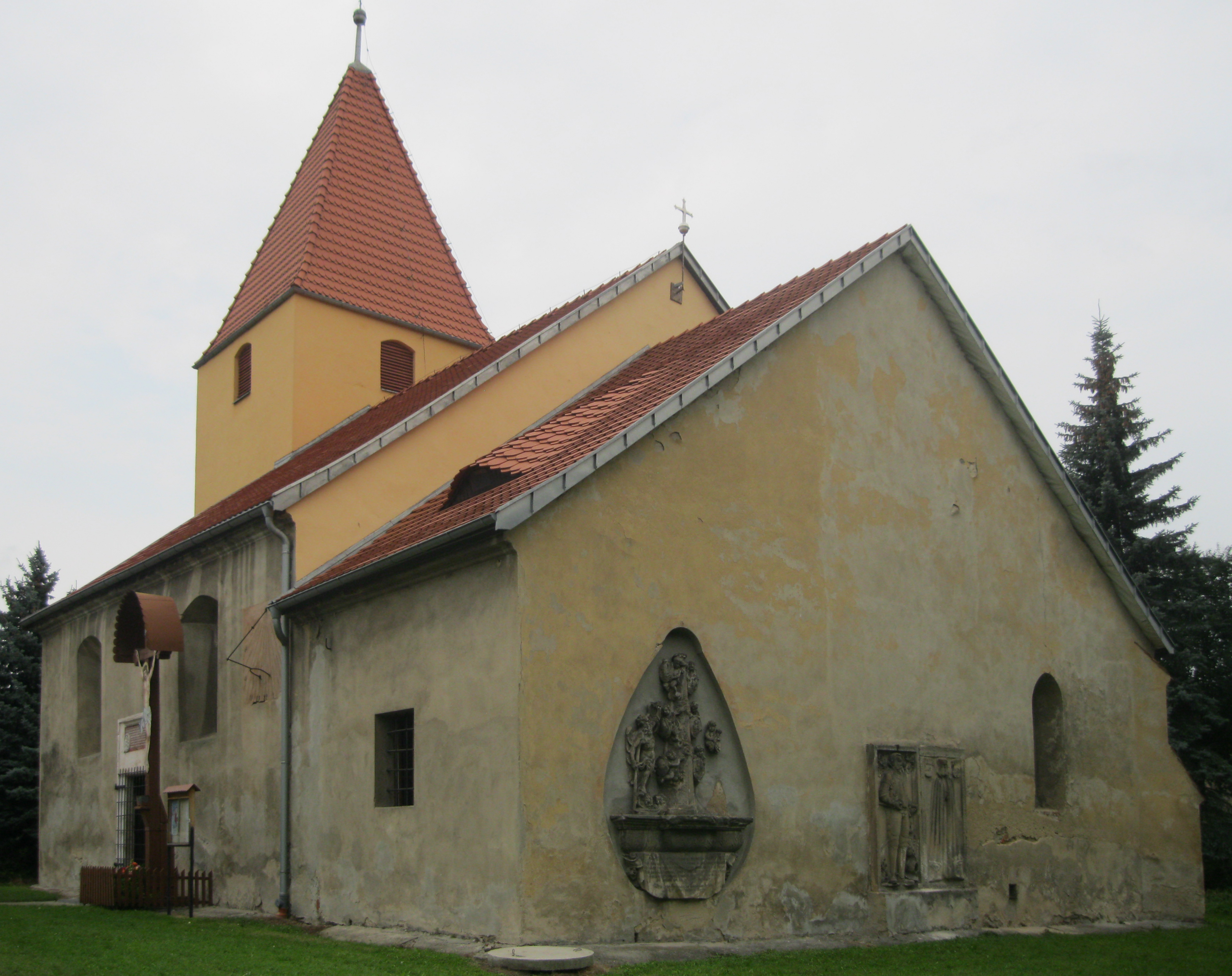
Kirche der Hl. Dreifaltigkeit in Łażany

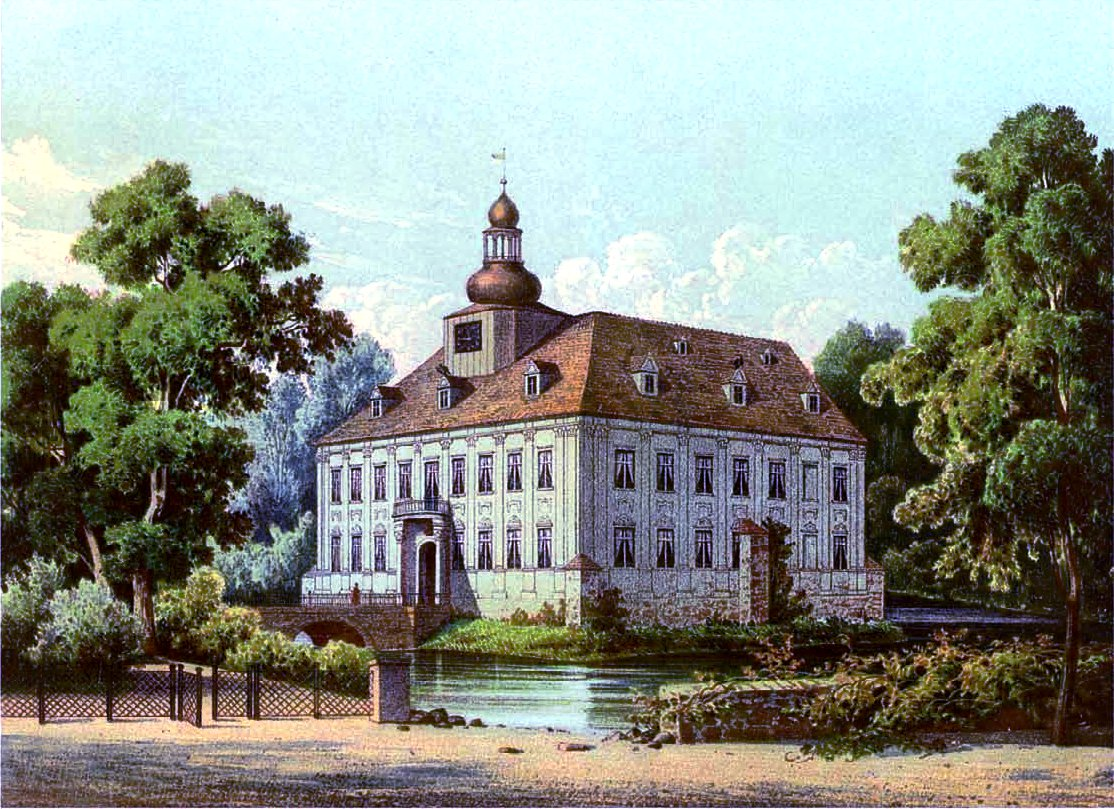
Schloss Laasan um 1860, Sammlung Alexander Duncker

Łażany (deutsch: Laasan, auch Lazan; schlesisch Loasa) ist ein Ort in der Landgemeinde Żarów (Saarau) im Powiat Świdnicki der Woiwodschaft Niederschlesien in Polen.

## Lage
Łażany liegt etwa 14 Kilometer nördlich von Świdnica (Schweidnitz). Nachbarorte sind Przyłęgów (Preilsdorf) im Westen, Mikoszowa (Niklasdorf) im Nordwesten, Pastuchów (Puschkau) im Südwesten, Żarów (Saarau) im Süden, Mielęcin (Pfaffendorf) im Norden, Zastruże (Sasterhausen) und Kruków (Raaben) im Nordosten und Mrowiny (Konradswaldau) im Südosten.

## Geschichte
Laasan gehörte zum Herzogtum Schweidnitz und wurde vermutlich durch Waldrodung von Herzog Bolko I. gegründet und Ende des 13. Jahrhunderts nach Deutschem Recht umgesetzt. Aus dieser Zeit stammt die 1335 erstmals erwähnte Kirche. Laasan war Sitz eines Rittergutes, eines Erbschulzenamtes und zugleich Pfarrort. Im 14. Jahrhundert gehörte Laasan dem Adelsgeschlecht Seidlitz, die sich auch „von Lazan“ nannten. Deren bekanntester Vertreter war der Landeshauptmann von Breslau, Heinrich von Lazan. Nach dem Tod des Herzogs Bolko II. 1368 fiel Laasan zusammen mit dem Herzogtum Schweidnitz erbrechtlich an die Krone Böhmen, wobei Bolkos Witwe Agnes von Habsburg bis zu ihrem Tode 1392 die Nutznießung zustand. Um die Mitte des 15. Jahrhunderts gelangte Laasan an das Adelsgeschlecht Mühlheim-Puschke aus dem benachbarten Puschkau und im Jahre 1600 an die Freiherren von Zedlitz auf Peterwitz. Diese vereinten die Rittergüter Laasan, Saarau, Nowice, Peterwitz zu einem Majorat und wohnten auf Schloss Laasan.
1622 wurden die Freiherren von Nostitz Majoratsbesitzer. Sie bauten das Dorf nach den Zerstörungen des Dreißigjährigen Krieges wieder auf und führten die Gegenreformation durch. 1654 die Kirche den Katholiken zurückgegeben.
Nach dem Ersten Schlesischen Krieg fiel Laasan 1742 wie fast ganz Schlesien an Preußen. 1743 heiratete Beate Abigail von Siegroth, seit 1741 Witwe nach Karl Gottlieb von Nostitz, den preußischen Generalfeldmarschall Wilhelm Dietrich von Buddenbrock. Sie wurden von den Grafen von Burghauß beerbt, denen 1885 die Grafen von Pfeil-Burghauß folgten. Ab 1815 gehörte Laazan zur neu gebildeten Provinz Schlesien. Von 1816 bis 1932 gehörte es zum Landkreis Striegau und von 1932 bis 1945 zum Landkreis Schweidnitz, mit dem es bis 1945 verbunden blieb. Seit dem 1. Januar 1874 gehörte Laasan zum Amtsbezirk Laazan dem die Landgemeinden Hummel und Laazan sowie der Gutsbezirk Laasan eingegliedert wurden.
1850 wurde der Fabrikbezirk Laasan angelegt, zu dem die von Carl Friedrich Kulmiz gegründete Ida- und Marienhütte und bedeutende chemische Fabriken der Aktiengesellschaft Silesia, eine Eisengießerei, eine Maschinenfabrik, Braunkohlegruben sowie Blau- und Weißtongruben gehörten. 1939 wurde das Fabrikgelände nach Saarau eingemeindet.
Als Folge des Zweiten Weltkriegs fiel Laazan 1945 mit dem größten Teil Schlesiens an Polen. Nachfolgend wurde es in Łażany umbenannt. Die deutsche Bevölkerung wurde, soweit sie nicht vorher geflohen war, weitgehend vertrieben. Die neu angesiedelten Bewohner waren teilweise Zwangsumgesiedelte aus Ostpolen, das an die Sowjetunion gefallen war.
1945 wurde Łażany der Woiwodschaft Schlesien eingegliedert. 1975–1998 gehörte es zur Woiwodschaft Wałbrzych, die mit der Verwaltungsreform von 1999 aufgelöst.

## Sehenswürdigkeiten
- Die 1335 erstmals erwähnte Kirche der Heiligen Dreifaltigkeit wurde 1569 durch Formosa von Nimptsch, Witwe des Sigmund von Mühlheim, umgebaut und erweitert. Das Gemälde des Hauptaltars schuf der Kunstmaler Ferdinand Winkler aus Neisse. An der östlichen Außenwand befindet sich u. a. ein Steinepitaph des Herrschaftsbesitzers Sigmund von Mühlheim († 1594).
- Das Schloss Laasan entstand in der zweiten Hälfte des 16. Jahrhunderts im Renaissancestil. 1720 veranlasste Karl Gottlieb von Nostitz einen Umbau im Stil des Barock. Nach 1945 wurde es dem Verfall preisgegeben. Teile der Wände sind bis zur Mauerkrone erhalten.
- Gusseisenbrücke, erbaut 1796. Sie wurde im schlesischen Eisenhüttenwerk Malapane gefertigt und führte über das Striegauer Wasser.[3][4]

## Einwohnerentwicklung
- 1885: 1692 Einwohner
- 1939: 1299
- 2010: 665[1]